# Benizalón
Benizalón – gmina w Hiszpanii, w prowincji Almería, w Andaluzji, o powierzchni 31,97 km². W 2011 roku gmina liczyła 288 mieszkańców.